# Ein Amerikaner in Salzburg
Ein Amerikaner in Salzburg ist ein 1957 entstandener deutscher Spielfilm von Helmut Weiss mit Bruce Low und Margit Saad in den Hauptrollen.

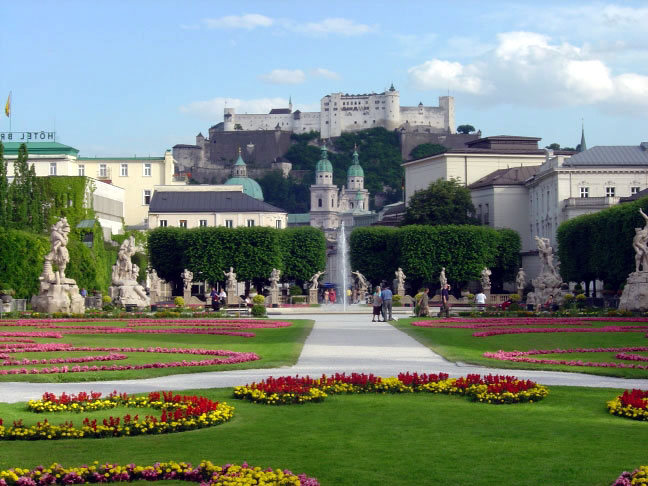
Bildet die Kulisse des Films: Salzburg.

## Handlung
Der gutaussehende U.S.-Boy Sascha Reader hat es als Sänger der leichten Muse weit über die Grenzen seines Heimatlandes zu internationalem Ruhm gebracht. Und dennoch ist er mit der Gesamtsituation unzufrieden, ihn zieht es vielmehr zu der seriösen Kunst. Denn eigentlich ist er ein Kind Salzburgs und hatte seine Karriere im Opernfach begonnen. Doch der schnelle Dollar war hier nicht zu verdienen. Und so folgte er den Eingebungen seines geschäftstüchtigen Managers. Nun hat Sascha alles satt: Den dumpfen Schlager, das einzige Fokussieren aufs Geld und immer wieder die gleichen aufdringlichen Frauen, die sich als höchst anhänglich erweisen. Als ein gewisser Signore Locatelli sogar behauptet, er habe Sascha mit seiner Tochter Louella gesehen, braucht der Amerikaner unbedingt ein Alibi: Eine Ehefrau muss her! Oder besser ausgedrückt: Eine willige Dame, die bereit ist, seine Ehefrau zu spielen, um fortan allen Begehrlichkeiten wütender Väter und im Liebeswahn verfallener Damen ein für allemal einen Riegel vorzuschieben. Der besorgte Vater gibt sich mit Saschas Behauptung, längst glücklich verheiratet zu sein, nicht zufrieden und verlangt, diese „Ehefrau“ sofort zu sehen. Sascha lügt in der Not, dass selbige sich gerade im fernen Salzburg aufhalte und somit nicht verfügbar sei. 
So muss Sascha Reader wohl oder übel, mit Locatelli als ungebetener Begleiter, nach Salzburg reisen. Zuvor will Sascha aber einen Abstecher in Italien machen, um seinen alten Musiklehrer Oreste Aldobrandini aufzusuchen. Der Schlagersänger trägt sich mit dem Gedanken, bei Oreste seine Studien in Sachen E-Musik wieder aufzunehmen. Die als „Gattin“ angemietete Hausdame Mrs. Cooper fällt derweil in Österreich aus, weil sie sich um ihre erkrankte Schwester in Wien kümmern muss. Auf ihr Betreiben hin springt stattdessen Tochter Bessie Cooper in die Bresche, um Sascha Reader als dessen „Ehefrau“ auszuhelfen. Der weiß im fernen Italien nichts von dem Personentausch. So wundert es nicht, dass Saschas Freund Tommy bei Ankunft in Salzburg feststellen muss, dass jene angebliche Mrs. Cooper vor Ort nicht mit der ihm bekannten Dame identisch ist. Sofort teilt Tommy Sascha in Italien mit, dass es sich bei jener angemieteten „Neu-Gattin“ um eine Hochstaplerin handeln müsse. Sascha eilt daraufhin nach Salzburg, um seine „Ehefrau“, die angebliche Mrs. Cooper, in Augenschein zu nehmen. Nun geraten die Dinge endgültig durcheinander. Am Ende muss Sascha feststellen, dass seine „Gattin“ ihm ausgesprochen gut gefällt und er sich Bessie tatsächlich gut als seine Zukünftige vorstellen kann.

## Produktionsnotizen
Ein Amerikaner in Salzburg entstand mit Außenaufnahmen 1957 in Salzburg und wurde am 31. Januar 1958 in Kaiserslautern uraufgeführt.
Produzent Carl W. Tetting übernahm auch die Herstellungsleitung, Heinrich Schier die Produktionsleitung, Franz Bi gestaltete die Filmbauten.

## Kritik
Im Lexikon des Internationalen Films heißt es knapp: „Bescheidene Unterhaltung nach bekanntem Rezept.“